# William Pettersson
Reinhold William Eugen Petersson (6. října 1895, Sandby – 10. května 1965 Kalmar) byl švédský atlet, olympijský vítěz ve skoku do dálky.
Na olympiádě v Antverpách v roce 1920 zvítězil v soutěži dálkařů výkonem 715 cm a získal také bronzovou medaili v závodě štafet na 4 x 100 metrů (spolu s ním Švédsko reprezentovali Agne Holmström, Sven Malm a Nils Sandström).
Několikrát zlepšil švédský rekord ve skoku do dálky (nejlépe 739 cm v roce 1924). Po skončení sportovní kariéry byl funkcionářem IAAF.